# The Sims 4: Miejskie życie
The Sims 4: Miejskie życie (ang. The Sims 4: City Living) – trzeci dodatek do gry komputerowej The Sims 4 wyprodukowany przez Maxis w Stanach Zjednoczonych i wydany przez Electronic Arts na Windows 1 listopada 2017 w Ameryce Północnej i 3 listopada w Europie. Wydany został także 14 listopada 2017 na Xbox One i PlayStation 4. Dodatek wzbogaca grę o tętniące życiem miasto i tematykę z nim związaną. Zawiera niektóre elementy z The Sims 2: Osiedlowe Życie i The Sims 3: Po zmroku.
Dodatek otrzymał w większości pozytywne opinie krytyków.

## Rozgrywka
Dodatek dodaje do gry nowe otoczenie San Myshuno. Jest to wielokulturowe, tętniące życiem, duże miasto, które podzielone jest na pięć dzielnic. Każda dzielnica ma odmienną architekturę i atrakcje oraz odbywają się w nich różne festiwale. Np. Targ Smaków to portowa dzielnica pełna tanich mieszkań w kamienicach, barów i postindustrialnych budynków. Organizowany w niej jest Pchli Targ oraz Festiwal Smaków. Poza Targiem Smaków w mieście znajduje się jeszcze Dzielnica Mody w której odbywa się Festiwal Miłości i Zlot Zapaleńców, Dzielnica Sztuki z Festiwalem Humorów i Harców, Zamożne Przedmieścia pełne wysokościowców i Polana Myshuno będąca miejscowym parkiem. Do gry dochodzi wiele nowych czynności jak gra w koszykówkę, tworzenie graffiti, śpiewania czy granie na konsolach do gier. Do gry dodana zostaje także możliwość wynajmu pokoi, mieszkań, apartamentów bądź całych penthausów. Nowe typy mieszkań posiadają własne unikalne cechy mające różny wpływ na rozgrywkę np. cecha „dobre połączenie z wi-fi” pomoże zdalnym pracownikom osiągnąć lepsze wyniki w pracy, a cecha „romantyczna aura” wesprze nawiązywanie miłosnych relacji. Dodatek urozmaica rozgrywkę także o nowe meble, ozdoby, stroje, fryzury, cechy charakteru i elementy budowy. Wprowadzone zostają również nowe kariery: polityka, social media, krytyk sztuki lub kulinarny i możliwość pracy zdalnej.

## Historia
Pierwsze przecieki na temat dodatku, które okazały się prawdziwe, znalazły się na brazylijskiej stronie klasyfikacyjnej tytuły gier w sierpniu 2016. Plotki te potwierdził wydawca rozszerzenia – Electronic Arts, które oficjalnie zapowiedziało tytuł miesiąc później, z planowaną datą premiery na 3 listopada 2016. Udostępniony został także pierwszy zwiastun. Dodatek został stworzony przez Maxis w Stanach Zjednoczonych i wydany na Windows 1 listopada 2016 w Ameryce Północnej oraz 3 listopada 2016 w Europie. Od daty polskiej premiery, do grudnia 2016 rozszerzenie znajdowało się na szczycie listy bestselerów Empika. Dodatek 17 listopada 2017 otrzymał również swoją wersję na Xbox One i PlayStation 4.

## Odbiór
Według serwisu agregującego recenzje gier komputerowych – Metacritic, rozszerzenie otrzymało w większości pozytywne oceny. Chris White z God is the Geek określił dodatek mianem „fantastycznego rozszerzenia, dającego wiele nowych rzeczy do zrobienia”. Giordana Moroni z włoskiego serwisu Multiplayer.it uznał dodatek za udaną kontynuację gry The Urbz, która miała bardzo podobną tematykę. Nowy dodatek do The Sims 4 był ponowne krytykowany za zbyt wysoką cenę jak na ilość treści jaką zawiera. Identycznie było z jego poprzednikiem The Sims 4: Spotkajmy się.